# Congrès universel d'espéranto de 1934
Pour un article plus général, voir Congrès universel d'espéranto.
Le congrès universel d’espéranto de 1934 est le 26e congrès universel d’espéranto, organisé en août 1934, à Stockholm en Suède. 